# Landing Craft Utility

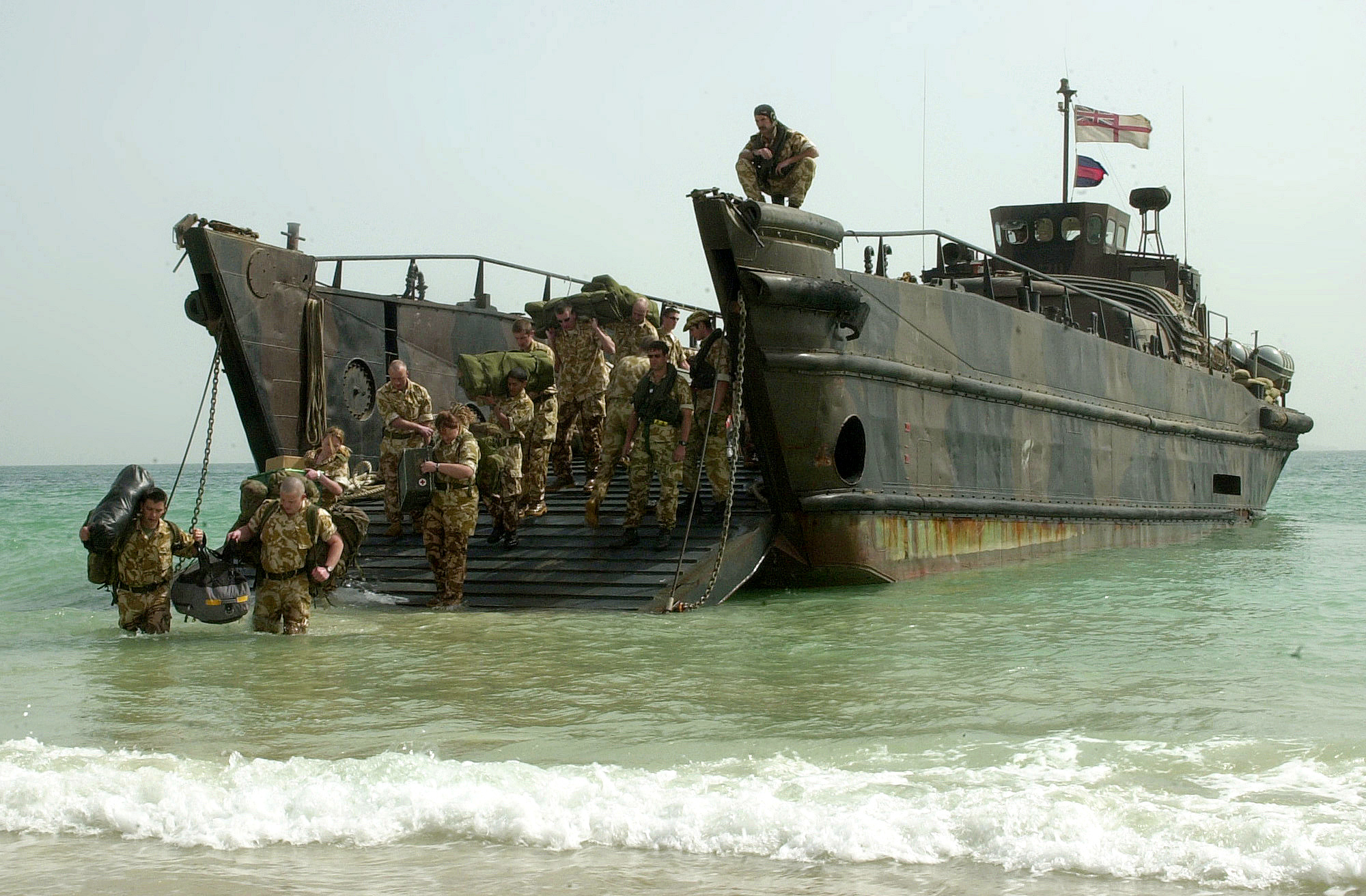
Un LCU de la Royal Navy déployant des Royal Marines transportant des fournitures médicales:

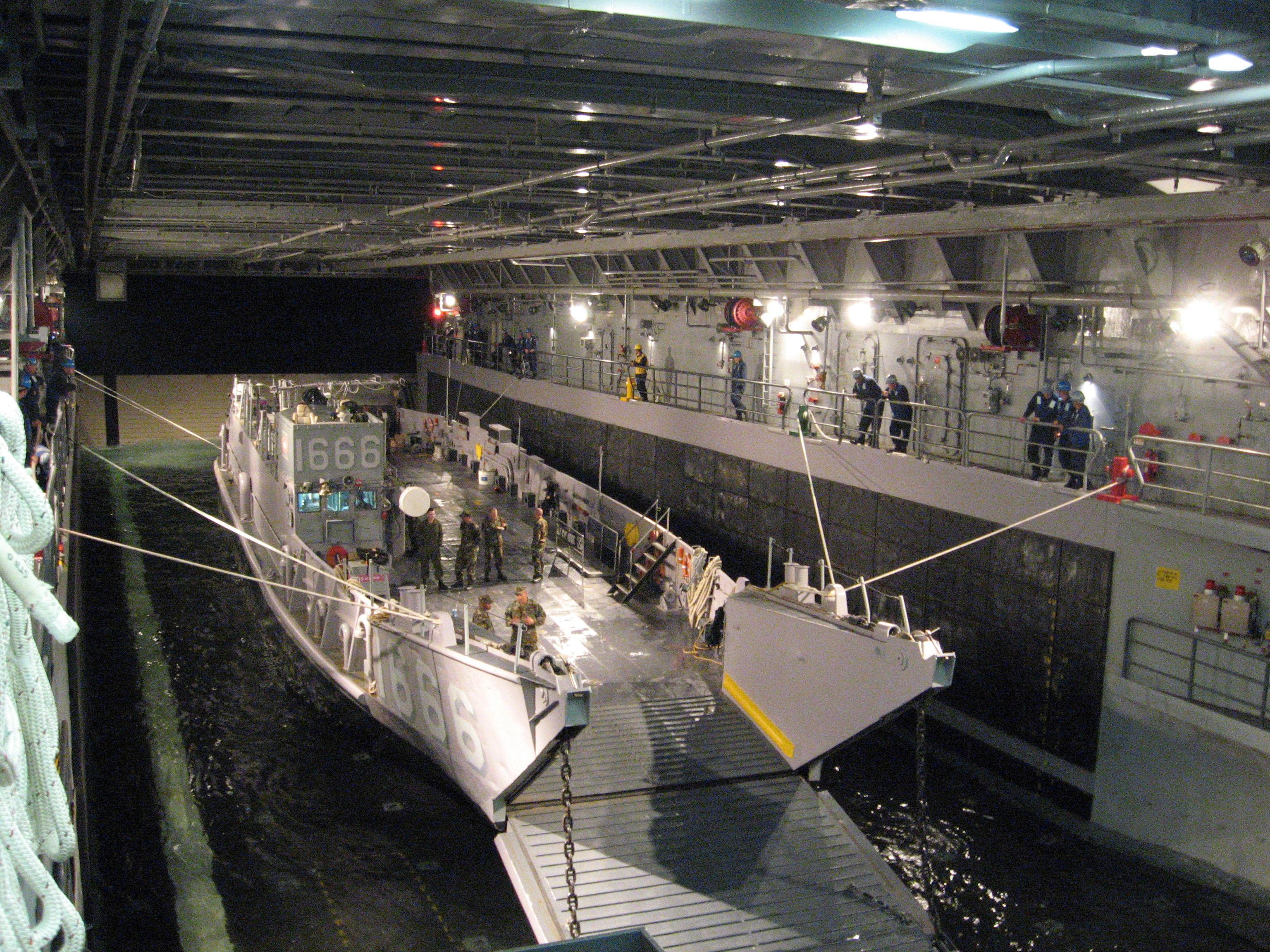
Un LCU à bord de l'USS New Orleans ((LPD-18).

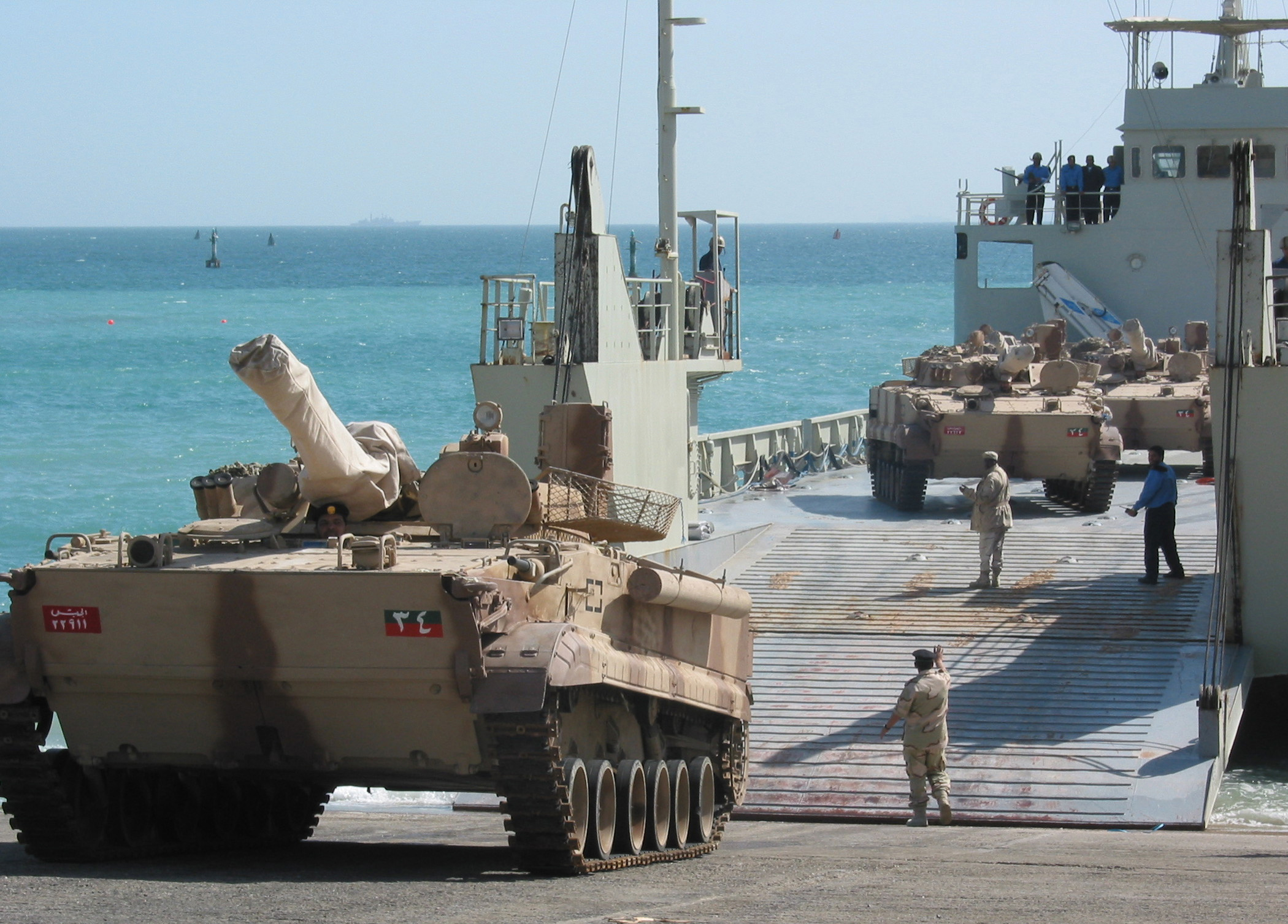
L62 Elbahia des Émirats arabes unis débarquant des BMP-3 au Koweït en 2003.

Un Landing Craft Utility (LCU) est une petite embarcation de type amphibie utilisée par les forces armées pour le transport de troupes et d'équipement vers le littoral. Ils sont capables de transporter des véhicules équipés de roues ou de chenilles et des troupes, à partir de navires d'assaut amphibie comme la classe Wasp jusqu'aux plages ennemies.

## Classes des États-Unis
L'armée de terre des États-Unis dispose en 2004 de 118 barges ; ces barges sont similaires à celles que l'armée américaine a utilisées pour le Débarquement de Normandie, ainsi que les nombreux autres débarquements durant la Seconde Guerre mondiale. Les classes 1600 seront remplacés dans les années 2010 par les LCU 1700.

### Classes 1610, 1627 et 1646
- Motorisation : deux moteurs Diesel Detroit Diesel Corporation 12V-71, deux arbres, deux hélices, 680 ch (507 kW), tuyère Kort
- Longueur: 41,1 m (134,9 pi)
- Largeur: 8,8 m (29 pi)
- Déplacement: 203 tonnes métriques à vide ; 381 tonnes métriques à pleine capacité
- Zone du pont 171 m2 (1 850 ft2)
- Tirant d'eau: de 3,5 ft (1,1 m) (à l'avant, à pleine charge) à 6,8 ft (2,1 m) (à l'arrière, à pleine charge)
- Vitesse: 11 nd (20 km/h)
- Autonomie: 1 200 milles nautiques (2 220 km) à 8 nd (15 km/h)
- Capacité: 480 m3 (170 tonnes)
- Capacité militaire: 125 tonnes de frets, de camions, de tanks ou 400 marines
- Équipage: 10
- Armements: deux mitrailleuses de 12,7 mm
- Radar: Navigation: LN 66 ou SPS-53; bande I.

### Classe 2000

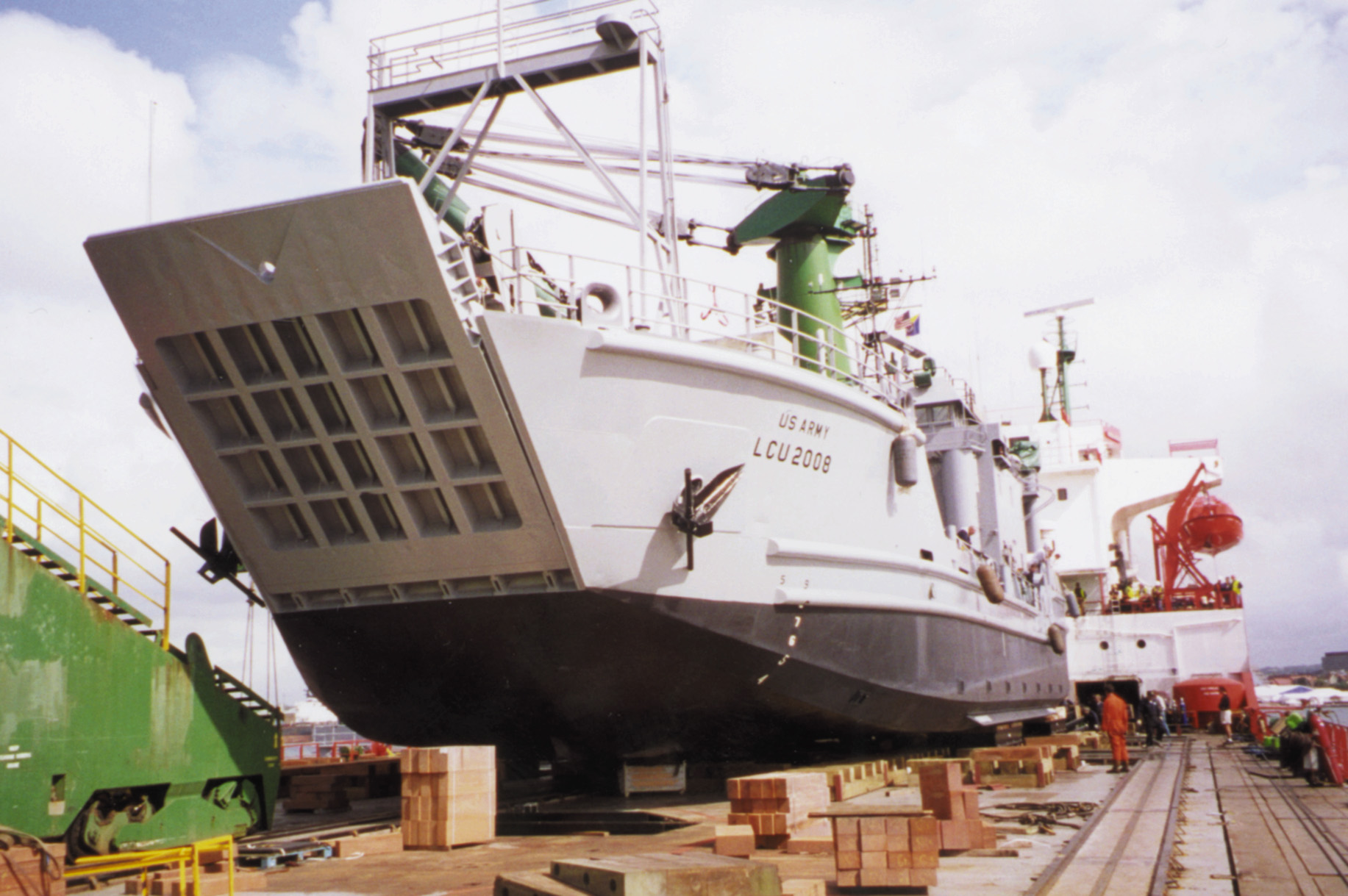
LCU 2000 chargé comme marchandise sur le pont d'un navire affrété.

La classe LCU 2000 ou classe Runnymede (en) est construit à 35 unités dont le premier entre en service en 1990 :
- Longueur: 53 m (174 pi)
- Largeur: 12,8 m (42 pi)
- Déplacement: 584 tonnes métriques à vide ; 1 104 tonnes métriques à pleine capacité
- Zone du pont: 232 m2 (2 500 ft2)
- Tirant d'eau: 8 pieds à vide ou 9 à pleine capacité
- Range: 10 000 milles nautiques (18 000 km) à 12 nd (22 km/h) vide ; 6 500 milles nautiques (12 040 km) à 10 nd (19 km/h) à pleine capacité.
- Capacité: 350 tonnes
- Capacité militaire: 5 chars de combat  ou 12 conteneurs de (24 si empilés) de 6 m
- Équipage: 13 personnes